# Marion Beverly Lay
Marion Beverly Lay (Vancouver, 26 novembre 1948) è un'ex nuotatrice canadese.

## Carriera
Ha fatto parte della staffetta che ha vinto la medaglia di bronzo nella 4x100m stile libero alle Olimpiadi di Città del Messico 1968.

## Palmarès
- Giochi Olimpici

Città del Messico 1968: bronzo nella 4x100m stile libero.
- Giochi Panamericani

Winniepeg 1967: argento nei 100m, 200m stile libero, nella 4x100m stile libero e nella 4x100m misti.
- Giochi del Commonwealth

Kingston 1966: oro nelle 110y stile libero, nella 4x110y stile libero e argento nella 4x110y misti.